# 赫沃羅斯季亞尼夫卡
49°8′28″N 38°52′50″E / 49.14111°N 38.88056°E
赫沃羅斯蒂亞尼夫卡（烏克蘭語：Хворостянівка）是位於烏克蘭東部的村莊，由盧甘斯克州舊比利斯克區的舒利亨卡市鎮負責管轄。該村始建於1923年，面積1.77平方公里，海拔高度94米，2001年人口483，人口密度每平方公里272.9人。